# Anglo-Scottish Cup 1978/79
De Anglo-Scottish Cup 1978/79 was de vierde editie van deze Britse voetbalcompetitie (exclusief de vijf edities van voorloper Texaco Cup). Titelverdediger Bristol City verloor in de kwartfinales van St. Mirren, de ploeg die ze vorig seizoen in de finale versloegen. St. Mirren werd een ronde later uitgeschakeld door Oldham Athletic, dat uiteindelijk in een Engels onderondje van Burnley verloor. Vijf jaar eerder had Burnley al in de finale van de Texaco Cup gestaan, maar die toen verloren.

## Deelnemers
Aan de vierde editie van de Anglo-Scottish Cup deden 24 clubs mee die zich niet hadden gekwalificeerd voor Europees voetbal. Net als vorig seizoen waren er zestien ploegen uit Engeland en acht uit Schotland. De Engelse deelnemers speelden een groepsfase waarvan de winnaars zich plaatsten voor de kwartfinales. De Schotse clubs speelden een onderlinge voorronde, waarvan de vier winnaars ook doorgingen naar de kwartfinales.
Vijftien ploegen hadden ook aan de vorige editie van het toernooi meegedaan, waarvan er acht al voor de vierde keer op rij deelnamen. Vijf ploegen (Cardiff City FC, Celtic FC, Clyde FC, Morton FC en Preston North End FC) debuteerden in de Anglo-Scottish Cup, hoewel Morton in het verleden wel had meegedaan aan de Texaco Cup.
Van de negen ploegen die niet terugkeerden na vorige editie had er één zich geplaatst voor Europees voetbal dit seizoen. Vijf ploegen waren te laag geëindigd in de nationale competitie om mee te mogen doen en de overige drie ploegen hadden geen interesse in deelname.
| Land                         | Deelnemer              | Kwalificatie                   |
| ---------------------------- | ---------------------- | ------------------------------ |
| Engeland (FA) 16 deelnemers  | Norwich City FC        | Nummer 13                      |
| Engeland (FA) 16 deelnemers  | Bristol City FC        | Nummer 17                      |
| Engeland (FA) 16 deelnemers  | Bolton Wanderers FC    | Kampioen Second Division       |
| Engeland (FA) 16 deelnemers  | Blackburn Rovers FC    | Nummer 5 Second Division (2D)  |
| Engeland (FA) 16 deelnemers  | Sunderland AFC         | Nummer 6 Second Division (2D)  |
| Engeland (FA) 16 deelnemers  | Oldham Athletic AFC    | Nummer 8 Second Division (2D)  |
| Engeland (FA) 16 deelnemers  | Fulham FC              | Nummer 10 Second Division (2D) |
| Engeland (FA) 16 deelnemers  | Burnley FC             | Nummer 11 Second Division (2D) |
| Engeland (FA) 16 deelnemers  | Sheffield United FC    | Nummer 12 Second Division (2D) |
| Engeland (FA) 16 deelnemers  | Orient FC              | Nummer 14 Second Division (2D) |
| Engeland (FA) 16 deelnemers  | Notts County FC        | Nummer 15 Second Division (2D) |
| Engeland (FA) 16 deelnemers  | Bristol Rovers FC      | Nummer 18 Second Division (2D) |
| Engeland (FA) 16 deelnemers  | Cardiff City FC        | Nummer 19 Second Division (2D) |
| Engeland (FA) 16 deelnemers  | Blackpool FC           | Nummer 20 Second Division (3D) |
| Engeland (FA) 16 deelnemers  | Mansfield Town FC      | Nummer 21 Second Division (3D) |
| Engeland (FA) 16 deelnemers  | Preston North End FC   | Nummer 3 Third Division (2D)   |
| Schotland (SFA) 8 deelnemers | Celtic FC              | Nummer 5                       |
| Schotland (SFA) 8 deelnemers | Motherwell FC          | Nummer 6                       |
| Schotland (SFA) 8 deelnemers | Partick Thistle FC     | Nummer 7                       |
| Schotland (SFA) 8 deelnemers | St. Mirren FC          | Nummer 8                       |
| Schotland (SFA) 8 deelnemers | Morton FC              | Kampioen First Division        |
| Schotland (SFA) 8 deelnemers | Heart of Midlothian FC | Nummer 2 First Division        |
| Schotland (SFA) 8 deelnemers | Clyde FC               | Kampioen Second Division (2D)  |
| Schotland (SFA) 8 deelnemers | Raith Rovers FC        | Nummer 2 Second Division (2D)  |

## Toernooi-opzet
De zestien Engelse clubs begonnen het toernooi met een groepsfase. De ploegen werden op regionale basis verdeeld in vier groepen van vier clubs en speelden daarin een halve competitie. Een ploeg kreeg 2 punten voor een zege, 1 punt voor een gelijkspel en 0 punten voor een nederlaag. Verder werd er 1 bonuspunt uitgereikt aan een ploeg als zij minimaal drie keer scoorden in een wedstrijd. De groepswinnaar ging door naar de knock-outfase; bij gelijke stand werd gekeken naar het doelsaldo.
De acht Schotse clubs speelden eerst een duel met een tegenstander uit eigen land, bestaande uit een thuis- en een uitduel. De winnaars van die ontmoetingen plaatsten zich voor de volgende ronde.
De vier Engelse groepswinnaars en de vier resterende Schotse deelnemers speelden vervolgens een knock-outtoernooi. In de kwartfinales trof elke Engelse ploeg een Schotse tegenstander. Elke ronde (ook de finale) bestond uit een thuis- en een uitduel. Het team dat de meeste doelpunten maakte plaatste zich voor de volgende ronde. Bij een gelijke stand werd er verlengd en, indien nodig, strafschoppen genomen.

### Groepsfase
De groepsfase vond plaats tussen 1 en 12 augustus 1978. De groepswinnaars plaatsten zich voor de kwartfinale.

#### Groep A
De ploegen in Groep A waren afkomstig uit het historische graafschap Lancashire. Drie van de vier ploegen speelden in de Second Division (Blackpool was gedegradeerd naar de Third Divison). Drie van deze vier ploegen hadden een jaar eerder ook meegedaan aan de Anglo-Scottish Cup en zaten toen ook bij elkaar in de groep. Preston North End nam de plek in van Bolton Wanderers, dat in een andere groep was ingedeeld. In deze groep werd zowel de derby van West Lancashire (Blackpool−Preston North End) als die van East Lancashire (Blackburn Rovers−Burnley) gespeeld. Die twee laatste ploegen wonnen allebei hun eerste twee duels, alvorens ze gelijkspeelden tegen elkaar. Omdat Burnley bij hun zeges echter driemaal had gescoord kregen ze daarvoor telkens een bonuspunt, wat voldoende was voor groepswinst.
| Datum       | Team              | Score | Team              |
| ----------- | ----------------- | ----- | ----------------- |
| 2 augustus  | Preston North End | 4 - 2 | Blackpool         |
| 5 augustus  | Blackpool         | 0 - 1 | Blackburn Rovers  |
| 5 augustus  | Burnley           | 3 - 2 | Preston North End |
| 8 augustus  | Burnley           | 3 - 1 | Blackpool         |
| 9 augustus  | Blackburn Rovers  | 1 - 0 | Preston North End |
| 12 augustus | Blackburn Rovers  | 1 - 1 | Burnley           |

| Nr. | Club                 | Wedstrijden | Wedstrijden | Wedstrijden | Wedstrijden | Doelpunten | Doelpunten | Doelpunten | BP | Punten |
| --- | -------------------- | ----------- | ----------- | ----------- | ----------- | ---------- | ---------- | ---------- | -- | ------ |
| Nr. | Club                 | G           | W           | G           | V           | V          | T          | Saldo      | BP | Punten |
| 1   | Burnley FC           | 3           | 2           | 1           | 0           | 7          | 4          | +3         | 2  | 7      |
| 2   | Blackburn Rovers FC  | 3           | 2           | 1           | 0           | 3          | 1          | +2         |    | 5      |
| 3   | Preston North End FC | 3           | 1           | 0           | 2           | 6          | 6          | 0          | 1  | 3      |
| 4   | Burnley FC           | 3           | 0           | 0           | 3           | 3          | 8          | −5         |    | 0      |

#### Groep B
De ploegen in Groep B waren afkomstig uit de noorden van Engeland (Northumberland, zuidelijk Yorkshire en zuidelijk Lancashire). Bolton Wanderers kwam uit in de First Division, de overige drie ploegen speelden in de Second Division. Oldham Athletic en Sheffield United zaten vorige editie ook bij elkaar in de groep. Toen won Sheffield United de onderlinge wedstrijd, maar niet de groep. Dit jaar waren de rollen omgedraaid: Oldham Athletic versloeg the Blades in de eerste groepswedstrijd en zou uiteindelijk ook de groepswinst behalen.
| Datum       | Team             | Score | Team             |
| ----------- | ---------------- | ----- | ---------------- |
| 5 augustus  | Oldham Athletic  | 1 - 0 | Sheffield United |
| 5 augustus  | Sunderland       | 2 - 0 | Bolton Wanderers |
| 8 augustus  | Bolton Wanderers | 1 - 0 | Sheffield United |
| 8 augustus  | Oldham Athletic  | 2 - 1 | Sunderland       |
| 12 augustus | Bolton Wanderers | 0 - 0 | Oldham Athletic  |
| 12 augustus | Sheffield United | 2 - 1 | Sunderland       |

| Nr. | Club                | Wedstrijden | Wedstrijden | Wedstrijden | Wedstrijden | Doelpunten | Doelpunten | Doelpunten | BP | Punten |
| --- | ------------------- | ----------- | ----------- | ----------- | ----------- | ---------- | ---------- | ---------- | -- | ------ |
| Nr. | Club                | G           | W           | G           | V           | V          | T          | Saldo      | BP | Punten |
| 1   | Oldham Athletic AFC | 3           | 2           | 1           | 0           | 3          | 1          | +2         |    | 5      |
| 2   | Bolton Wanderers FC | 3           | 1           | 1           | 1           | 1          | 2          | −1         |    | 3      |
| 3   | Sunderland AFC      | 3           | 1           | 0           | 2           | 4          | 4          | 0          |    | 2      |
| 4   | Sheffield United FC | 3           | 1           | 0           | 2           | 2          | 3          | −1         |    | 2      |

#### Groep C
De ploegen in Groep C waren afkomstig uit Bristol, Groot-Londen en Wales. Voor het eerst zaten de Londense deelnemers aan het toernooi niet bij elkaar in de groep. Ook was het voor het eerst dat een ploeg uit Wales meedeed aan de Anglo-Scottish Cup (Cardiff City). Dit kon omdat Wales geen eigen nationale competitie had (die kregen ze pas in 1992) en de beste Welshe ploegen speelden in het Engelse competitiesysteem.
Bristol City (titelverdediger) was de enige ploeg uit de First Division (de andere drie ploegen speelden in de Second Division) en zij domineerden de groep door alle wedstrijden te winnen en in twee van de drie - waaronder de stadsderby tegen Rovers - een bonuspunt te verdienen. Hun eindtotaal van acht punten is het hoogste in de geschiedenis van de Anglo-Scottish Cup.
| Datum       | Team           | Score | Team           |
| ----------- | -------------- | ----- | -------------- |
| 1 augustus  | Bristol Rovers | 1 - 0 | Cardiff City   |
| 5 augustus  | Bristol City   | 6 - 1 | Bristol Rovers |
| 5 augustus  | Cardiff City   | 1 - 0 | Fulham         |
| 8 augustus  | Bristol City   | 1 - 0 | Cardiff City   |
| 8 augustus  | Fulham         | 2 - 1 | Bristol Rovers |
| 12 augustus | Fulham         | 0 - 3 | Bristol City   |

| Nr. | Club              | Wedstrijden | Wedstrijden | Wedstrijden | Wedstrijden | Doelpunten | Doelpunten | Doelpunten | BP | Punten |
| --- | ----------------- | ----------- | ----------- | ----------- | ----------- | ---------- | ---------- | ---------- | -- | ------ |
| Nr. | Club              | G           | W           | G           | V           | V          | T          | Saldo      | BP | Punten |
| 1   | Bristol City FC   | 3           | 3           | 0           | 0           | 10         | 1          | +9         | 2  | 8      |
| 2   | Cardiff City FC   | 3           | 1           | 0           | 2           | 1          | 2          | −1         |    | 2      |
| 3   | Fulham FC         | 3           | 1           | 0           | 2           | 2          | 5          | −3         |    | 2      |
| 4   | Bristol Rovers FC | 3           | 1           | 0           | 2           | 3          | 8          | −5         |    | 2      |

#### Groep D
De ploegen in Groep D waren afkomstig uit het midden en oosten van Engeland: Nottinghamshire, Norfolk en Groot-Londen. Norwich City kwam uit in de First Division, Notts County en Orient in de Second Division en Mansfield Town in de Third Division. De derdedivisionist slaagde er in om net als bij hun vorige deelname drie jaar terug ongeslagen groepswinnaar te worden.
| Datum       | Team           | Score | Team           |
| ----------- | -------------- | ----- | -------------- |
| 31 juli     | Mansfield Town | 1 - 0 | Notts County   |
| 5 augustus  | Notts County   | 2 - 1 | Norwich City   |
| 5 augustus  | Orient         | 0 - 1 | Mansfield Town |
| 8 augustus  | Orient         | 2 - 3 | Notts County   |
| 9 augustus  | Norwich City   | 1 - 1 | Mansfield Town |
| 12 augustus | Norwich City   | 0 - 0 | Orient         |

| Nr. | Club              | Wedstrijden | Wedstrijden | Wedstrijden | Wedstrijden | Doelpunten | Doelpunten | Doelpunten | BP | Punten |
| --- | ----------------- | ----------- | ----------- | ----------- | ----------- | ---------- | ---------- | ---------- | -- | ------ |
| Nr. | Club              | G           | W           | G           | V           | V          | T          | Saldo      | BP | Punten |
| 1   | Mansfield Town FC | 3           | 2           | 1           | 0           | 3          | 1          | +2         |    | 5      |
| 2   | Notts County FC   | 3           | 2           | 0           | 1           | 5          | 4          | +1         | 1  | 5      |
| 3   | Norwich City FC   | 3           | 0           | 2           | 1           | 2          | 3          | −1         |    | 2      |
| 4   | Orient FC         | 3           | 0           | 1           | 2           | 2          | 4          | −2         |    | 1      |

### Knock-outfase
|  | Voorronde           | Voorronde             | Voorronde | Voorronde |       |                 | Kwartfinale | Kwartfinale            | Kwartfinale | Kwartfinale |       |  | Halve finale | Halve finale | Halve finale | Halve finale |                 |   | Finale | Finale | Finale | Finale |
|  |                     |                       |           |           |       |                 |             |                        |             |             |       |  |              |              |              |              |                 |   |        |        |        |        |
|  | Raith Rovers        | 1                     | 1         | 2         |       |                 |             |                        |             |             |       |  |              |              |              |              |                 |   |        |        |        |        |
|  | Morton              | 2                     | 4         | 6         |       |                 |             |                        |             |             |       |  |              |              |              |              |                 |   |        |        |        |        |
|  | Morton              | 2                     | 4         | 6         |       | Morton          | 3           | 0                      | 3           |             |       |  |              |              |              |              |                 |   |        |        |        |        |
|  |                     |                       |           |           |       | Morton          | 3           | 0                      | 3           |             |       |  |              |              |              |              |                 |   |        |        |        |        |
|  |                     | Oldham Athletic       | 0         | 4         | 4     |                 |             |                        |             |             |       |  |              |              |              |              |                 |   |        |        |        |        |
|  | Oldham Athletic     | Oldham Athletic       | 0         | 4         | 4     |                 |             | B                      |             |             |       |  |              |              |              |              |                 |   |        |        |        |        |
|  | Oldham Athletic     |                       |           |           |       |                 |             | B                      |             |             |       |  |              |              |              |              |                 |   |        |        |        |        |
|  | Winnaar Groep B     |                       |           |           |       |                 |             |                        |             |             |       |  |              |              |              |              |                 |   |        |        |        |        |
|  |                     |                       |           |           |       |                 |             | Oldham Athletic (n.s.) | 1           | 1           | 2 (5) |  |              |              |              |              |                 |   |        |        |        |        |
|  |                     |                       |           |           |       |                 |             |                        |             |             | 2 (5) |  |              |              |              |              |                 |   |        |        |        |        |
|  |                     | St. Mirren            | 1         | 1         | 2 (3) |                 |             |                        |             |             |       |  |              |              |              |              |                 |   |        |        |        |        |
|  | Bristol City        | St. Mirren            | 1         | 1         | 2 (3) |                 |             | C                      |             |             |       |  |              |              |              |              |                 |   |        |        |        |        |
|  | Bristol City        |                       |           |           |       |                 |             | C                      |             |             |       |  |              |              |              |              |                 |   |        |        |        |        |
|  | Winnaar Groep C     |                       |           |           |       |                 |             |                        |             |             |       |  |              |              |              |              |                 |   |        |        |        |        |
|  |                     | Bristol City          | 1         | 2         | 3     |                 |             |                        |             |             |       |  |              |              |              |              |                 |   |        |        |        |        |
|  |                     |                       |           |           | 3     |                 |             |                        |             |             |       |  |              |              |              |              |                 |   |        |        |        |        |
|  |                     | St. Mirren            | 2         | 2         | 4     |                 |             |                        |             |             |       |  |              |              |              |              |                 |   |        |        |        |        |
|  | Motherwell          | St. Mirren            | 2         | 2         | 4     | 1               | 0           | 1                      |             |             |       |  |              |              |              |              |                 |   |        |        |        |        |
|  | Motherwell          |                       |           |           |       | 1               | 0           | 1                      |             |             |       |  |              |              |              |              |                 |   |        |        |        |        |
|  | St. Mirren          | 0                     | 3         | 3         |       |                 |             |                        |             |             |       |  |              |              |              |              |                 |   |        |        |        |        |
|  | St. Mirren          | 0                     | 3         | 3         |       |                 |             |                        |             |             |       |  |              |              |              |              | Oldham Athletic | 1 | 1      | 2      |        |        |
|  |                     |                       |           |           |       |                 |             |                        |             |             |       |  |              |              |              |              |                 | 1 | 1      | 2      |        |        |
|  |                     | Burnley               | 4         | 0         | 4     |                 |             |                        |             |             |       |  |              |              |              |              |                 |   |        |        |        |        |
|  | Partick Thistle     | Burnley               | 4         | 0         | 4     | 2               | 1           | 3                      |             |             |       |  |              |              |              |              |                 |   |        |        |        |        |
|  | Partick Thistle     |                       |           |           |       | 2               | 1           | 3                      |             |             |       |  |              |              |              |              |                 |   |        |        |        |        |
|  | Heart of Midlothian | 1                     | 0         | 1         |       |                 |             |                        |             |             |       |  |              |              |              |              |                 |   |        |        |        |        |
|  | Heart of Midlothian | 1                     | 0         | 1         |       | Partick Thistle | 1           | 2                      | 3 (2)       |             |       |  |              |              |              |              |                 |   |        |        |        |        |
|  |                     |                       |           |           |       | Partick Thistle | 1           | 2                      | 3 (2)       |             |       |  |              |              |              |              |                 |   |        |        |        |        |
|  |                     | Mansfield Town (n.s.) | 0         | 3         | 3 (4) |                 |             |                        |             |             |       |  |              |              |              |              |                 |   |        |        |        |        |
|  | Mansfield Town      | Mansfield Town (n.s.) | 0         | 3         | 3 (4) |                 |             | D                      |             |             |       |  |              |              |              |              |                 |   |        |        |        |        |
|  | Mansfield Town      |                       |           |           |       |                 |             | D                      |             |             |       |  |              |              |              |              |                 |   |        |        |        |        |
|  | Winnaar Groep D     |                       |           |           |       |                 |             |                        |             |             |       |  |              |              |              |              |                 |   |        |        |        |        |
|  |                     |                       |           |           |       |                 |             | Mansfield Town         | 1           | 1           | 2 (3) |  |              |              |              |              |                 |   |        |        |        |        |
|  |                     |                       |           |           |       |                 |             |                        |             |             | 2 (3) |  |              |              |              |              |                 |   |        |        |        |        |
|  |                     | Burnley (n.s.)        | 2         | 0         | 2 (4) |                 |             |                        |             |             |       |  |              |              |              |              |                 |   |        |        |        |        |
|  | Burnley             | Burnley (n.s.)        | 2         | 0         | 2 (4) |                 |             | A                      |             |             |       |  |              |              |              |              |                 |   |        |        |        |        |
|  | Burnley             |                       |           |           |       |                 |             | A                      |             |             |       |  |              |              |              |              |                 |   |        |        |        |        |
|  | Winnaar Groep A     |                       |           |           |       |                 |             |                        |             |             |       |  |              |              |              |              |                 |   |        |        |        |        |
|  |                     | Burnley               | 1         | 2         | 3     |                 |             |                        |             |             |       |  |              |              |              |              |                 |   |        |        |        |        |
|  |                     |                       |           |           | 3     |                 |             |                        |             |             |       |  |              |              |              |              |                 |   |        |        |        |        |
|  |                     | Celtic                | 0         | 1         | 1     |                 |             |                        |             |             |       |  |              |              |              |              |                 |   |        |        |        |        |
|  | Celtic              | Celtic                | 0         | 1         | 1     | 2               | 6           | 8                      |             |             |       |  |              |              |              |              |                 |   |        |        |        |        |
|  | Celtic              |                       |           |           |       | 2               | 6           | 8                      |             |             |       |  |              |              |              |              |                 |   |        |        |        |        |
|  | Clyde               | 1                     | 1         | 2         |       |                 |             |                        |             |             |       |  |              |              |              |              |                 |   |        |        |        |        |

### Schotse voorronde
De acht Schotse deelnemers troffen elkaar om te bepalen welke vier ploegen zich bij de Engelse groepswinnaars mochten voegen in de kwartfinales. De wedstrijden werden gespeeld op 3, 5, 6 en 16 augustus (heen) en op 5, 8, 9 en 23 augustus (terug).
| Team 1             | Tot.  | Team 2                 | 1e wedstr. | 2e wedstr. |
| ------------------ | ----- | ---------------------- | ---------- | ---------- |
| Celtic FC          | 8 - 2 | Clyde FC               | 2 - 1      | 6 - 1      |
| Raith Rovers FC    | 2 - 6 | Morton FC              | 1 - 2      | 1 - 4      |
| Motherwell FC      | 1 - 3 | St. Mirren FC          | 1 - 0      | 0 - 3      |
| Partick Thistle FC | 3 - 1 | Heart of Midlothian FC | 2 - 1      | 1 - 0      |

### Kwartfinales
De kwartfinales werden gespeeld op 12 en 13 september (heen) en op 26 en 27 september en 3 oktober (terug).
| Team 1             | Tot.               | Team 2              | 1e wedstr. | 2e wedstr. |
| ------------------ | ------------------ | ------------------- | ---------- | ---------- |
| Bristol City FC    | 3 - 4              | St. Mirren FC       | 1 - 2      | 2 - 2      |
| Burnley FC         | 3 - 1              | Celtic FC           | 1 - 0      | 2 - 1      |
| Morton FC          | 3 - 4              | Oldham Athletic AFC | 3 - 0      | 0 - 4      |
| Partick Thistle FC | 3 - 3 (2 - 4 n.s.) | Mansfield Town FC   | 1 - 0      | 2 - 3 n.v. |

### Halve finales
De halve finales werden gespeeld op 17 en 31 oktober (heen) en op 31 oktober en 7 november (terug).
| Team 1              | Tot.               | Team 2        | 1e wedstr. | 2e wedstr. |
| ------------------- | ------------------ | ------------- | ---------- | ---------- |
| Oldham Athletic AFC | 2 - 2 (5 - 3 n.s.) | St. Mirren FC | 1 - 1      | 1 - 1 n.v. |
| Mansfield Town FC   | 2 - 2 (3 - 4 n.s.) | Burnley FC    | 1 - 2      | 1 - 0 n.v. |

### Finale
|                 |                     |       |                                     |                                            |
| 5 december 1978 | Oldham Athletic AFC | 1 - 4 | Burnley FC                          | Boundary Park, Oldham Toeschouwers: 10.456 |
| 5 december 1978 | Young 86'           |       | 1', 75' Kindon 3' Noble 76' Thomson | Boundary Park, Oldham Toeschouwers: 10.456 |

|                  |            |           |                     |                                         |
| 12 december 1978 | Burnley FC | 0 - 1     | Oldham Athletic AFC | Turf Moor, Burnley Toeschouwers: 10.865 |
| 12 december 1978 |            | 41' Steel |                     | Turf Moor, Burnley Toeschouwers: 10.865 |

 Burnley FC wint met 4–2 over twee wedstrijden.

| Winnaar Anglo-Scottish Cup 1978/79 |
| ---------------------------------- |
| Burnley FC 1e titel                |

## Trivia
- Drie wedstrijden (een kwartfinale en beide halve finales) werden vanaf de strafschopstip beslist. Dit was de enige editie van de Anglo-Scottish Cup waarin er strafschoppen moesten worden genomen (hoewel dit in de Texaco Cup wel meerdere malen is voorgevallen).
- Oldham Athletic verloor de heenwedstrijd van de kwartfinale tegen Morton met 3−0, maar kwalificeerde zich alsnog, door het terugduel met 4−0 te winnen. Dit is de grootste nederlaag in de geschiedenis van de Anglo-Scottish Cup die alsnog ongedaan werd gemaakt in de terugwedstrijd.
- Omdat een aanzienlijk aantal deelnemers uit het noordwesten van Engeland kwam, konden deze ploegen niet allemaal bij elkaar in de groep worden ingedeeld. Hierdoor kon het gebeuren dat de uiteindelijke finalisten toch bij elkaar uit de buurt kwamen: van Burnley naar Oldham is het hemelsbreed maar ongeveer dertig kilometer.

Texaco Cup:
1970/71 ·
1971/72 ·
1972/73 ·
1973/74 ·
1974/75

Anglo-Scottish Cup:
1975/76 ·
1976/77 ·
1977/78 ·
1978/79 ·
1979/80 ·
1980/81